# Brandon Woodruff
Pour les articles homonymes, voir Woodruff.
Brandon Kyle Woodruff (né le 10 février 1993 à Tupelo, Mississippi, États-Unis) est un lanceur droitier des Brewers de Milwaukee de la Ligue majeure de baseball.

## Carrière
Joueur à l'école secondaire Wheeler High de Wheeler (Mississippi), Brandon Woodruff est réclamé par les Rangers du Texas au 5e tour de sélection du repêchage amateur de 2011. Il repousse l'offre, rejoint les Bulldogs de l'université d'État du Mississippi, puis signe son premier contrat professionnel avec les Brewers de Milwaukee après avoir été sélectionné par cette équipe au 11e tour du repêchage de 2014.
Woodruff commence sa carrière professionnelle dans les ligues mineures en 2014. Il connaît une excellente saison au niveau Double-A des mineures chez les Shuckers de Biloxi en 2016, au cours d'une année marquée par une tragédie personnelle : son frère aîné Blake meurt en juillet à l'âge de 28, après un accident de VTT,. 
En 2017, Woodruff est pour la première fois promu dans le Triple-A, l'échelon le plus élevé des ligues mineures, et s'aligne avec les Sky Sox de Colorado Springs,. En juin 2017, les Brewers de Milwaukee l'appellent au niveau majeur pour la première fois, mais ses débuts sont annulés juste avant son premier match, lorsqu'il ressent des douleurs aux muscles de la jambe. Woodruff fait finalement ses débuts dans le baseball majeur un peu plus tard dans la saison, lorsqu'il est lanceur partant des Brewers et remporte une première victoire le 4 août 2017 après avoir blanchi en 7 manches les Rays de Tampa Bay.